# Clipper DJS

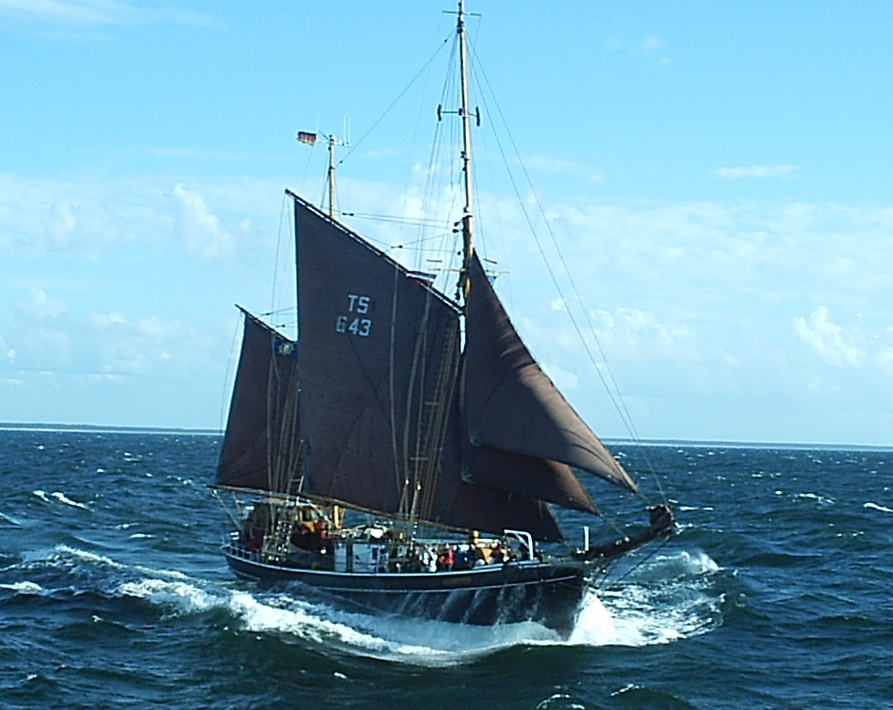
Die Seute Deern während der Tall Ships’ Races 2003 in Gdingen

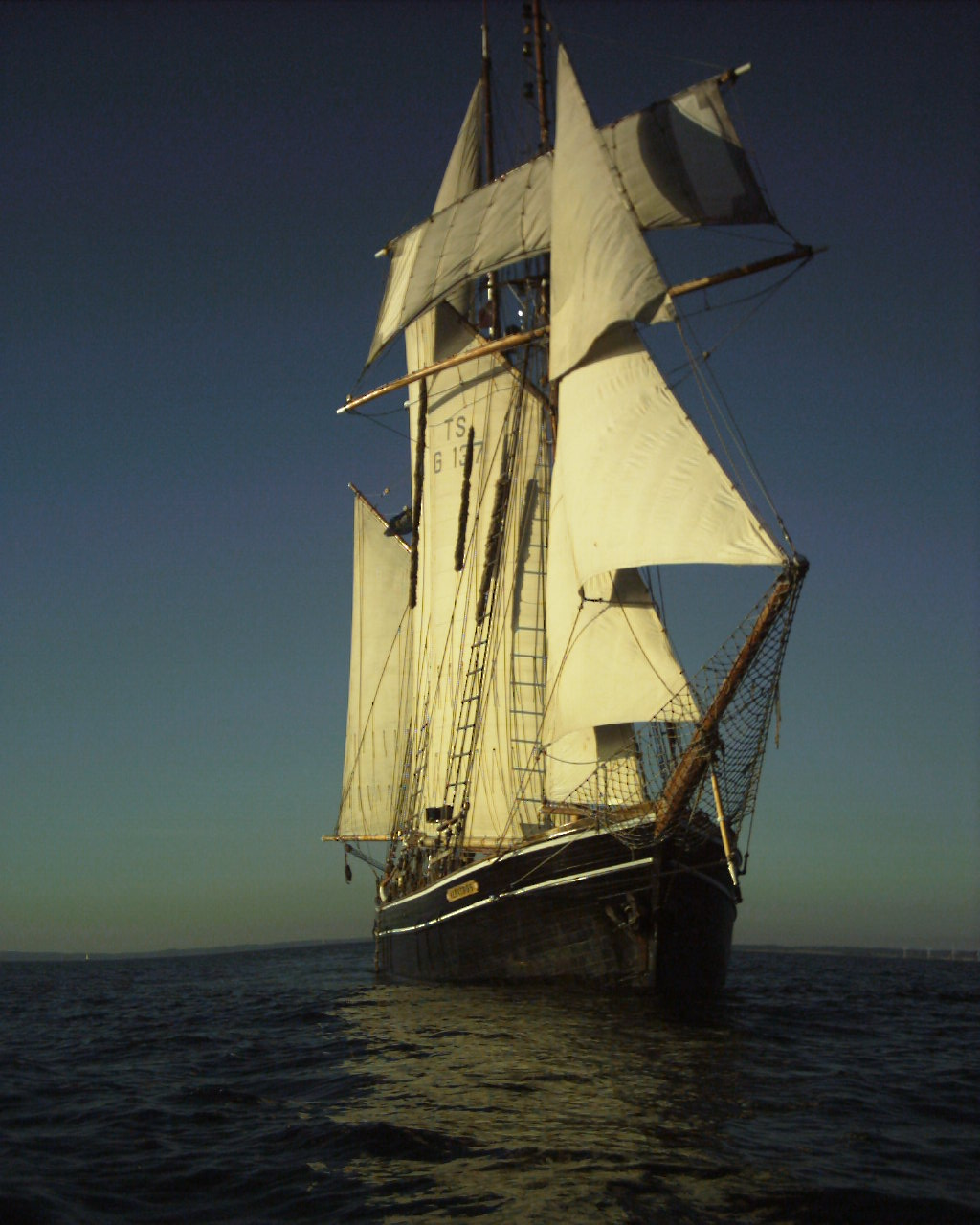
Frontansicht des Dreimastschoners Albatros

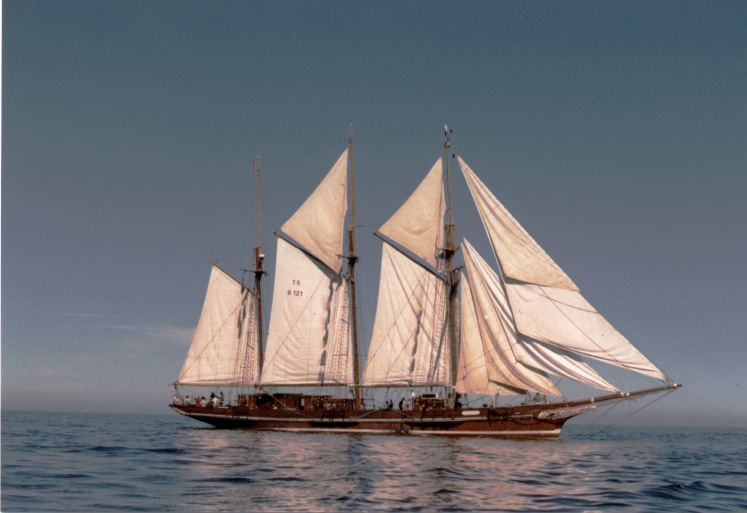
Der Dreimastschoner Amphitrite

Clipper Deutsches Jugendwerk zur See (DJS) ist ein eingetragener Verein, der Segelinteressierten – insbesondere jungen Menschen – das Leben an Bord traditioneller Segelschiffe und die damit verbundenen Aufgaben und Verantwortungen näher bringt. Es werden dabei nur Vereinsmitglieder mitgenommen. Da der Verein gemeinnützig ist,  werden die Fahrten nur ohne Gewinnerzielungsabsicht durchgeführt, Törngebühren decken die Kosten für den Betrieb und den Unterhalt des jeweiligen Schiffes.

## Vereinsgeschichte
Der Verein wurde 1973 gegründet und ist damit die älteste und mit mittlerweile circa 5.000 Mitgliedern auch die größte Organisation dieser Art in Deutschland. Es wird nach traditioneller Seemannschaft, wie sie früher auf großen Segelschiffen zu erleben war, gefahren. Die ehrenamtlich fahrende Stammbesatzung der Schiffe besteht aus Kapitän, zwei oder drei Steuerleuten und Maschinist, die alle drei einen Befähigungsnachweis besitzen, sowie dem Koch. Die Mitsegler („Trainees“) werden in Wachen eingeteilt und übernehmen die an Bord anfallenden Aufgaben wie Segelsetzen und -bergen, Rudergehen („Steuern“), aber auch Backschaft (Küchendienst) usw.; Mitsegler können sich einzeln oder in Gruppen anmelden.
Seinen Mitgliedern bietet der Verein in der Saison von April/Mai bis Oktober auf seinen vier Schiffen verschiedene meist ein- oder zweiwöchige Törns im Seegebiet der Ost- oder Nordsee an. In den Wintermonaten werden auf dem Zweimastschoner Johann Smidt in der Regel auch Törns zunächst in Südeuropa (westliches Mittelmeer, Kanaren) und seit 2007 in der Karibik angeboten; für Hin- und Rückfahrt in die Karibik wird das Schiff als „segelndes Klassenzimmer“ (siehe unten) der High Seas High School genutzt.
2014 wurde Clipper mit seinem Schiff Johann Smidt von der internationalen Organisation Sail Training International als „Sail Training Organisation of the Year“ ausgezeichnet; Anerkennung gab es dabei für „Exzellenz, Innovation und best practice im Sailtraining für junge Menschen“.

## Die Schiffe des Vereins

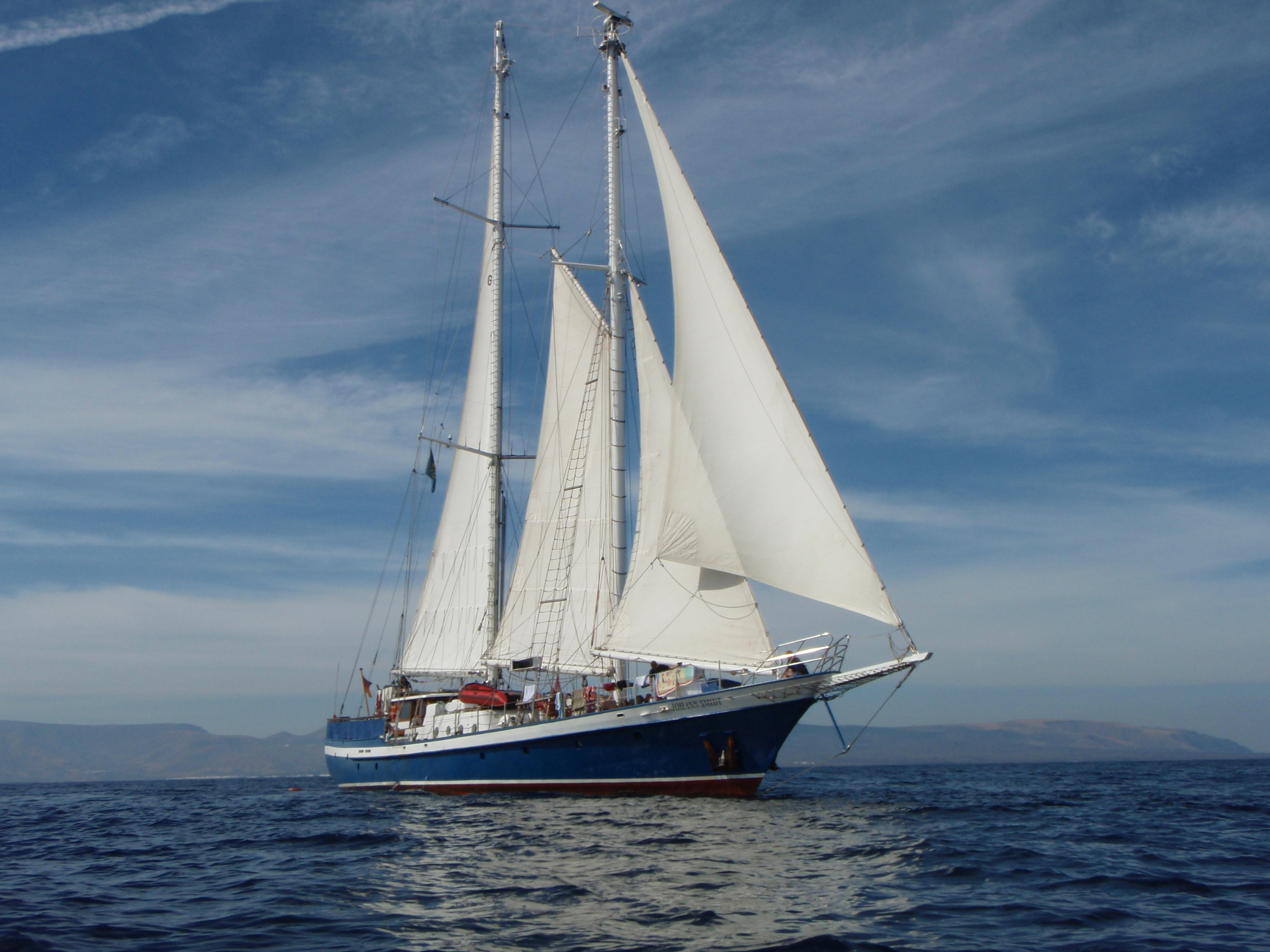
Die Johann Smidt 2007 vor Lanzarote, auf ihrer ersten Fahrt als segelndes Klassenzimmer

Der Verein betreibt vier traditionelle Segelschiffe, allesamt mit Gaffeltakelung:
den Dreimastschoner Amphitrite
Baujahr 1887, Länge über alles (LüA) 44,33 m, Breite 5,72 m, Segelfläche 540 m², 29 Kojenplätze (seit 1974/1976 unter Clipper-Flagge)
den Dreimasttopsegelschoner Albatros
Baujahr 1942, LüA 35,70 m, Breite 6,87 m, Segelfläche 300 m², 26 Kojenplätze (seit 1978/1979? unter Clipper-Flagge)
die Gaffel-Ketsch Seute Deern
Baujahr 1939, LüA 36,0 m, Breite 7,15 m, Segelfläche 332 m², 30 Kojenplätze (seit 1973 unter Clipper-Flagge)
den Zweimastschoner Johann Smidt
Baujahr 1974, LüA 36,0 m, Breite 8,03 m, Segelfläche 471 m², 37 Kojenplätze (seit 1989/1990 unter Clipper-Flagge)
(Jahreszahlen für den Clipper-Einsatz: Charter- oder Kaufdatum / ggf. Beginn des Einsatzes nach Umbau oder Instandsetzung)
Von 2005 bis 2008 betrieb Clipper außerdem die Gaffelketsch Wyvern von Bremen (LüA 24,6 m), die der Verein an Mitglieder vercharterte; Ende 2008 wurde die Colin-Archer-Replik nach Norwegen verkauft und in Wyvern af Ålesund umbenannt.

## Wintertörns und das segelnde Klassenzimmer
Seit Jahren wird zunächst jeden zweiten Winter, mittlerweile alljährlich ein Schiff des Vereins für Wintertörns in wärmeren Gegenden genutzt. Ab 1979/1980 fuhr die Seute Deern zu den Kanaren, 1990 übernahm Johann Smidt diese Rolle und lief mehrfach auch die Balearen an. Seit 2007/2008 wird Johann Smidt jedes Winterhalbjahr als „segelndes Klassenzimmer“ der High Seas High School genutzt: Etwa von Oktober bis zum nachfolgenden Mai segeln ca. 25 Schüler mit Lehrern und ehrenamtlicher Stammbesatzung von Hamburg in die Karibik und zurück. Während der mehrwöchigen Landausflüge der Schüler und Lehrer wird das Schiff in der Karibik wie üblich im Vereinsbetrieb genutzt.